# Anomala daurica
Anomala daurica är en skalbaggsart som beskrevs av Mannerheim 1849. Anomala daurica ingår i släktet Anomala och familjen Rutelidae. Inga underarter finns listade i Catalogue of Life.